# Trametopsis
Trametopsis — рід деревних грибів родини Hapalopilaceae. Назва вперше опублікована 2008 року.